# Heteromyias cinereifrons
A Heteromyias cinereifrons  a madarak osztályának verébalakúak (Passeriformes) rendjébe és a cinegelégykapó-félék (Petroicidae) családjába tartozó faj.

## Rendszerezése
A fajt Edward Pierson Ramsay ausztráliai ornitológus írta le 1876-ban, a Poecilodryas nembe Poecilodryas cinereifrons néven.

## Előfordulása
Ausztrália északkeleti részén a York-félszigeten honos. Természetes élőhelyei a szubtrópusi és trópusi síkvidéki és hegyi esőerdők. Állandó, nem vonuló faj.

## Megjelenése
Testhossza 20 centiméter, testtömege 31–40 gramm.
|  |

## Életmódja
Rovarokkal és más gerinctelen állatokkal táplálkozik.

## Természetvédelmi helyzete
Az elterjedési területe kicsi, egyedszáma viszont stabil. A Természetvédelmi Világszövetség Vörös listáján nem fenyegetett fajként szerepel.